# Norops dollfusianus
Norops dollfusianus este o specie de șopârle din genul Norops, familia Polychrotidae, descrisă de Bocourt 1873. Conform Catalogue of Life specia Norops dollfusianus nu are subspecii cunoscute.